# Kabinett Teleki II

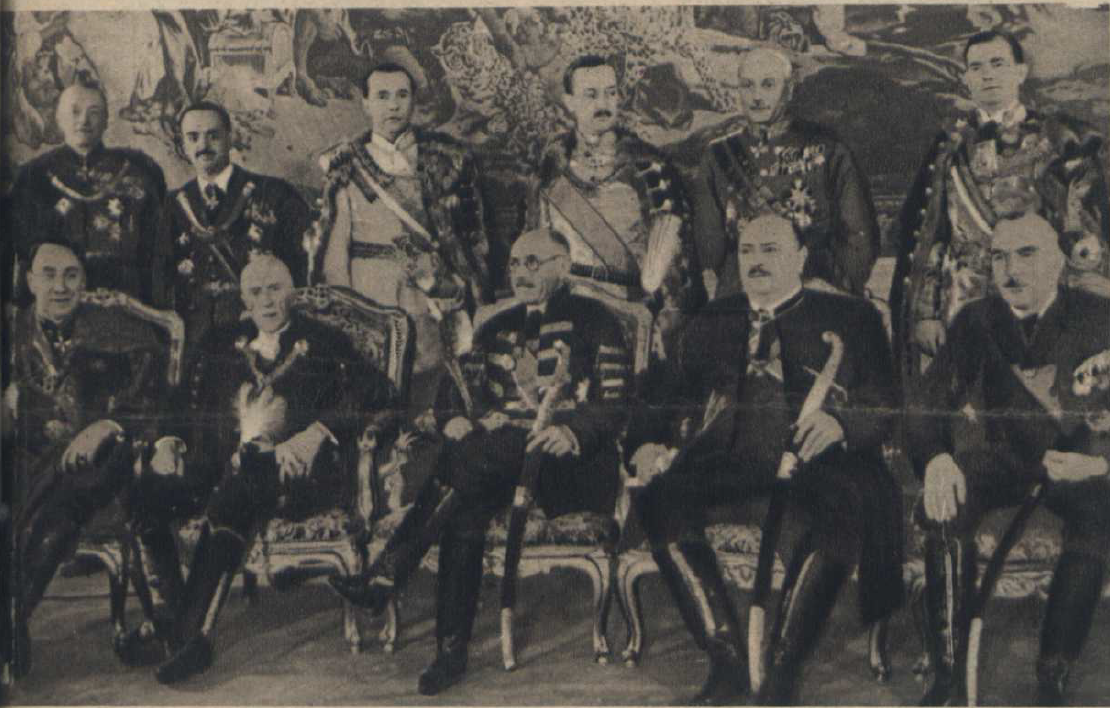
Kabinett Teleki II

Das Kabinett Teleki II war die Regierung des Königreichs Ungarn von 1939 bis 1941. Es wurde am 16. Februar 1939 vom ungarischen Ministerpräsidenten Pál Teleki gebildet und bestand bis zu dessen Selbsttötung am 3. April 1941. In diese Zeit fällt der Zweite Wiener Schiedsspruch durch den Ungarn Gebiete mit ungarischer Bevölkerungsmehrheit im nördlichen Siebenbürgen von Rumänien zurückerhält.

## Minister
Parteien:
_ Magyar Élet Pártja (Partei des Ungarischen Lebens)
_ Egyesült Magyar Párt (Vereinigte Ungarische Partei)
_ Erdélyi Párt (Siebenbürgische Partei)
_ parteilos
| Amt                                                       | Amtsträger | Amtsträger                                            | Beginn Amtszeit   | Ende Amtszeit       |
| --------------------------------------------------------- | ---------- | ----------------------------------------------------- | ----------------- | ------------------- |
| Ministerpräsident                                         |            | Pál Teleki                                            | 16. Februar 1939  | 3. April 1941 (†)   |
| Innenminister                                             |            | Ferenc Keresztes-Fischer                              | 16. Februar 1939  | 3. April 1941       |
| Außenminister                                             |            | István Csáky seit 21.12.40 vertreten durch Pál Teleki | 16. Februar 1939  | 27. Januar 1941 (†) |
| Außenminister                                             |            | Pál Teleki (interim)                                  | 27. Januar 1941   | 4. Februar 1941     |
| Außenminister                                             |            | László Bárdossy                                       | 4. Februar 1941   | 3. April 1941       |
| Verteidigungsminister                                     |            | Károly Bartha                                         | 16. Februar 1939  | 3. April 1941       |
| Finanzminister sowie ab 17.02.40 Wirtschaftsminister      |            | Lajos Reményi-Schneller                               | 16. Februar 1939  | 3. April 1941       |
| Justizminister                                            |            | András Nagy                                           | 16. Februar 1939  | 9. November 1939    |
| Justizminister                                            |            | László Radocsay                                       | 9. November 1939  | 3. April 1941       |
| Ackerbauminister                                          |            | Mihály Teleki                                         | 16. Februar 1939  | 30. Dezember 1940   |
| Ackerbauminister                                          |            | Dániel Bánffy                                         | 30. Dezember 1940 | 3. April 1941       |
| Minister für Kultus und Unterricht                        |            | Bálint Hómann                                         | 16. Februar 1939  | 3. April 1941       |
| Minister für Handel und Verkehr                           |            | Antal Kunder                                          | 16. Februar 1939  | 27. Oktober 1939    |
| Minister für Handel und Verkehr                           |            | József Varga                                          | 27. Oktober 1939  | 3. April 1941       |
| Minister für Industrie                                    |            | Antal Kunder                                          | 16. Februar 1939  | 25. Juli 1939       |
| Minister für Industrie                                    |            | József Varga                                          | 25. Juli 1939     | 3. April 1941       |
| Minister ohne Geschäftsbereich für öffentliche Versorgung |            | Dezső Laky                                            | 17. Dezember 1940 | 3. April 1941       |
| Minister ohne Geschäftsbereich für Transkarpatien         |            | Andor Jaross                                          | 16. Februar 1939  | 1. April 1940       |

## Quelle
- A második Teleki-kormány